# 自然独占

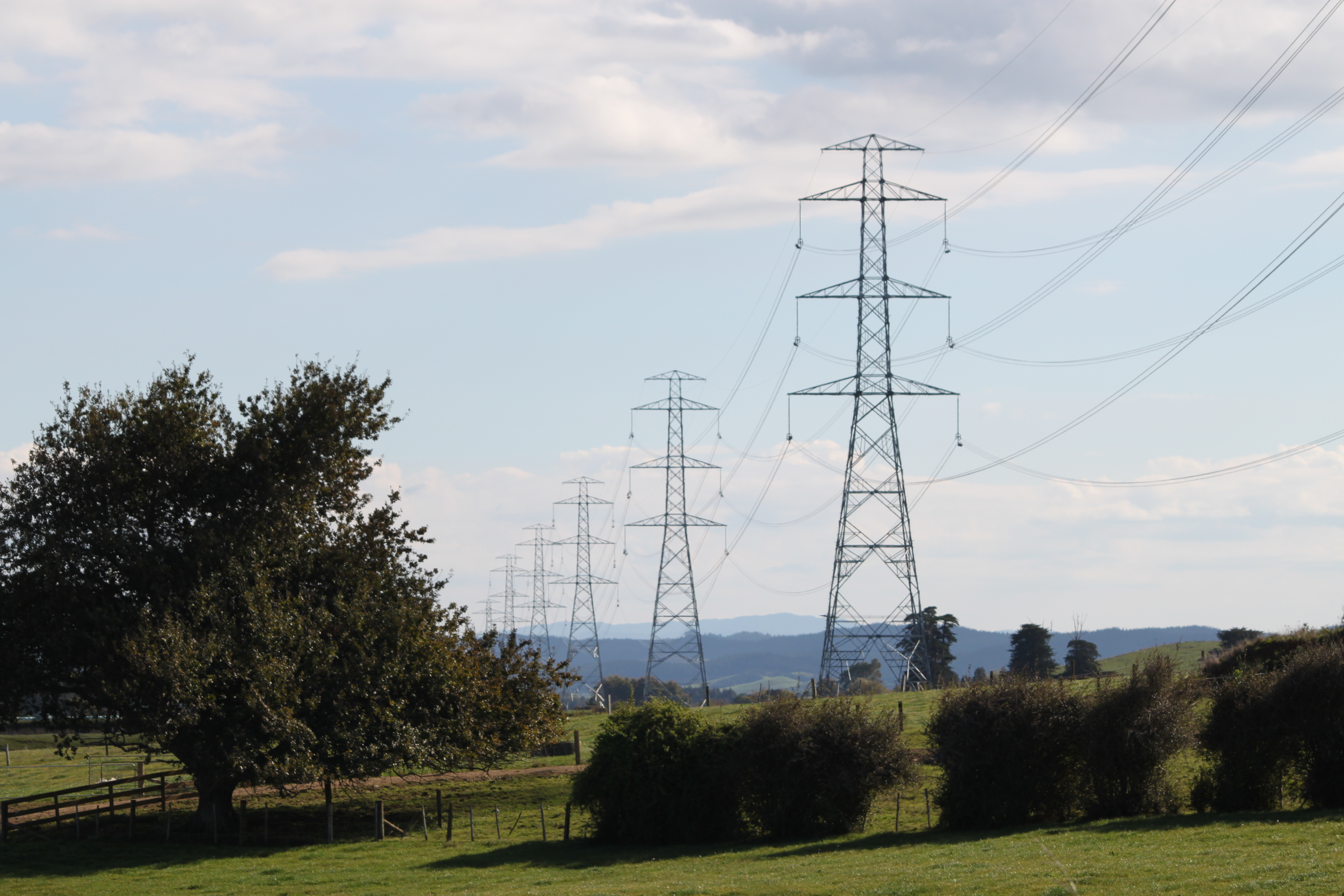
ニュージーランドのような小国では、電力送電は自然独占である。莫大な固定費と小さな市場規模のため、1社が平均費用曲線の右下がり区間で市場全体に供給でき、潜在的な参入者よりも低い平均費用を持つことができる。

自然独占（しぜんどくせん、natural monopoly）とは、高いインフラコストやその他の参入障壁が市場規模に対して大きいことにより、産業内の最大供給者（しばしば市場における最初の供給者）が潜在的な競争相手に対して圧倒的な優位性を持つ独占のことである。
初期投資などの固定費用が大きく、生産が規模の経済を持つとき、長期平均費用曲線が右下がりになる。このような産業では、複数の企業で需要を共有した場合には固定費用がそれぞれの企業で必要となるため非効率的となり、1つの企業が需要を独占した方が総費用が小さく効率的な生産となる。平均費用曲線が右下がりのところで需給均衡が実現するような産業では、平均費用が常に限界費用を上回っているため、市場競争に基づいて限界費用と一致するように価格が決定すると参入企業は赤字となる。そのため、参入は抑制されることになり、結果として自然に独占が発生する。上述の赤字以上に、その産業が存在することによる社会全体の利益が大きい場合には、1社による独占を許可しつつ、政府が価格規制を行うことが最適となる。
初期投資が莫大な鉄道会社（特に赤字路線の多いJR北海道）や電力会社、郵便(日本郵便)が自然独占の代表的な例である。水道事業や通信などの公益事業も自然独占の例として挙げられる。自然独占は19世紀には潜在的な市場の失敗の源として認識されており、ジョン・スチュアート・ミルは公益のための政府規制を提唱した。
自然独占は不特定の1社に独占させる根拠となるが、特定の事業者を認可する根拠とはならない。また、事業本来の採算性を裏づけることが難しい。例えば原子力発電事業の場合は、電力の安定供給やエネルギー安全保障に関わるため、日英で自然独占の様相を呈しながら(寡占に近い)、差額決済契約や総括原価方式によりかかる費用が全需要家へ電気料金として転嫁されてきた。(※なお、このことは原子力発電が経済性を欠くという意味ではないので注意を要する。)
このほか、水道事業や郵便事業等、効用が高く代替の限られるものは需要家もある程度赤字の転嫁を許容する。

## 定義
ミクロ経済学においては、限界費用と固定費という2種類の費用が重要である。限界費用は1人の顧客に追加的にサービスを提供するための費用である。自然独占ではない産業（大多数の産業）では、限界費用は規模の経済により低下した後、企業が成長に伴う問題（従業員の過労、官僚制、非効率など）に直面すると増加する。同様に、製品の平均費用も減少と増加を繰り返す。一方、自然独占は非常に異なる費用構造を持つ。自然独占では、生産量に依存しない高い固定費が存在する一方で、1つの財を追加的に生産する限界費用はおおむね一定で小さい。
自然独占には主に2つの理由があると考えられている。1つは規模の経済であり、もう1つは範囲の経済である。

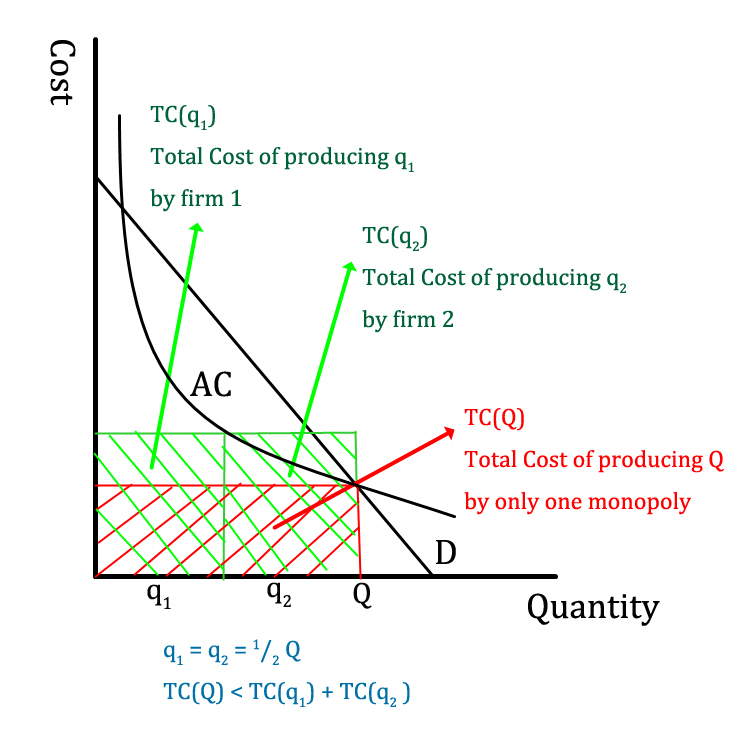
自然独占市場で複数の競争者が存在する場合の非効率性の図解。AC＝平均費用、D＝需要。

すべての産業には参入コストが存在する。多くの場合、これらのコストの大部分は投資に必要なものである。公益事業のような大規模産業には膨大な初期投資が必要となる。この参入障壁は、企業の収益性に関係なく、産業への潜在的参入者の数を減らす。企業の生産費用は技術やその他の要因の影響を除けば固定ではなく、同じ条件下でも生産量が増加すると1単位当たりの生産費用は低下する傾向にある。これは、企業が拡大するにつれて元々の固定費が徐々に希釈されるためである。特に固定費投資が大きい企業で顕著である。自然独占は、産業内の最大の供給者（しばしば市場の最初の供給者）が他の競争者に対して圧倒的な費用優位性を持つ場合に発生する。これは固定費が支配的な産業に見られ、水道や電力サービスがその典型例である。競合する送電網の建設固定費が非常に高く、既存事業者の送電限界費用が非常に低いため、事実上潜在的な競争者の参入を阻む、克服困難な参入障壁として機能する。
高い固定費を持つ企業は、投資回収のために多数の顧客を必要とする。ここで規模の経済が重要となる。企業は大きな初期コストを負担するため、市場シェアを獲得して生産量を増やすことで固定費（初期投資額）をより多くの顧客で分担できる。このため、大規模な初期投資を必要とする産業では、平均総費用は広い生産量の範囲で減少する。
実際には、企業は単一の財やサービスを提供するだけでなく、事業を多角化することが多い。もし1つの企業が複数の製品を持つことで、複数企業がそれぞれ別々に生産する場合よりもコストが低くなるなら、これは範囲の経済を意味する。特定の製品を単独で生産する企業の単位製品価格が、共同生産する企業の対応する単位製品価格よりも高い場合、それらの企業は損失を出す。このような企業は生産から撤退するか、合併して独占を形成することになる。このため、著名なアメリカの経済学者サミュエルソンとノードハウスは、範囲の経済も自然独占を生む可能性があると指摘している。
規模の経済を利用する企業はしばしば官僚制の問題に直面する。これらの要因が相互作用して、企業の生産平均費用が最小となる「理想的な」規模が決まる。この理想規模が市場全体を供給できるほど大きい場合、その市場は自然独占となる。
大企業は規模の経済の法則に従って、より低い平均費用を持つため競争上の優位性があり、この知識により他の企業は参入を試みず、結果として寡占や独占が発生する。

### 形式的定義
ウィリアム・ボーモル（1977）は、自然独占の現在の形式的定義を提示している。彼は自然独占を「複数企業での生産よりも独占による生産の方がコストが低い産業」と定義した（p. 810）。ボーモルはこの定義を数学的概念である劣加法性（特に費用関数の劣加法性）と関連付けた。また、単一製品を生産する企業については、規模の経済が劣加法性を証明するのに十分な条件であるが、必要条件ではないと指摘した。以下の命題で示される：
命題：厳密な規模の経済は、レイ平均費用が厳密に減少するための十分条件である。
命題：厳密に減少するレイ平均費用は厳密なレイ劣加法性を意味する。
| 証明 |
| --- |
| {\displaystyle v_{1}y,...,v_{n}y}というn個の生産ベクトルについて、レイ平均費用が厳密に減少しているとき： {\displaystyle C(\sum v_{j}y)/\sum v_{j}<C(\sum v_{i}y)/\sum v_{i}} したがって： {\displaystyle {\frac {C(\sum v_{j}y)}{\sum v_{j}}}<\sum {\frac {v_{i}}{\sum v_{j}}}{\frac {C(v_{i}y)}{v_{i}}}={\frac {\sum C(v_{i}y)}{\sum v_{j}}}} よって： {\displaystyle C(\sum v_{j}y)<\sum C(v_{i}y)} したがって費用関数は厳密に劣加法的である。 |
命題：レイ凹性やレイ平均費用が全域で減少していることは、厳密な劣加法性の必要条件ではない。
| 証明 |
| --- |
| 区分線形費用関数で{\displaystyle c_{1}<c_{2}}とする： {\displaystyle C(y)={\begin{cases}c_{1},&y<y_{B}\\c_{2},&y>y_{B}\end{cases}}} {\displaystyle y_{r}<y_{b}<y_{s}}とする。この費用関数は凹ではなく、{\displaystyle y_{b}}以降では平均費用が増加し、レイ平均費用は{\displaystyle y_{s}}の方が{\displaystyle y_{r}}よりも大きい。また： 任意の生産量yの単一企業の総費用{\displaystyle \leq c_{2}<2c_{1}\leq }複数企業での生産の総費用 したがって費用関数は厳密に劣加法的である。 |
以上を組み合わせると：
命題：グローバルな規模の経済は、単一製品または固定比率で生産される任意のバンドルの生産における（厳密な）レイ劣加法性の十分条件であるが、必要条件ではない。

#### 複数製品の場合
複数製品を生産する場合、規模の経済は劣加法性の十分条件でも必要条件でもない：
命題：費用関数の厳密な凹性は劣加法性を保証する十分条件ではない。
| 証明 |
| --- |
| 2つの産出に対する費用関数で{\displaystyle 0<a<1}および{\displaystyle 0<k<1/2}とする： {\displaystyle C=y_{1}^{a}+y_{1}^{k}y_{2}^{k}+y_{2}^{a}} Cは厳密に凹だが劣加法的ではない： {\displaystyle C(1,1)=3>C(1,0)+C(0,1)=2} |
したがって：
命題：規模の経済は劣加法性の必要条件でも十分条件でもない。

## 歴史
自然独占の概念の発展は、しばしばジョン・スチュアート・ミルに帰せられる。彼は（限界革命以前の著作において）人工的あるいは自然独占が存在しない場合、価格は生産費用を反映すると考えた。ミルは『経済学原理』において、賃金格差を説明できる分野を軽視したアダム・スミスを批判し、宝石商、医師、弁護士といった専門職の例を挙げ、次のように述べた。
ここで報酬が高いのは競争の結果ではなく、その不在によるものである。雇用に内在する不利益の補償ではなく、追加的な利益であり、一種の独占価格である。これは法によるものではなく、いわゆる自然独占の結果である…人工的独占（すなわち政府による付与）とは無関係に、熟練労働者は非熟練労働者に対して自然独占を有し、そのため報酬の差は、単に利益を均等化するのに十分な額をはるかに超えることがある。
ミルの当初の用法は自然能力に関するものであった。対照的に、現代的な用法は鉄道、郵便、電力といった特定の産業における市場の失敗を指すのみである。ミルはさらに「労働について当てはまることは、資本についても当てはまる」として、次のように続けた。
すべての自然独占（法ではなく状況によって生み出されたもの）は、異なる種類の労働の報酬格差を生じさせるか、拡大させるが、資本の異なる用途間でも同様に作用する。大資本によってのみ有利に営まれる事業は、ほとんどの国でその雇用に参入できる人々の階層を非常に狭め、そのため彼らは利潤率を一般水準以上に維持できる。事業は性質上、ごく少数の者に限定され、業者間の連携により利益が維持される場合もある。ロンドンの書籍商のような大きな集団でも、この種の連携が長く続いたことはよく知られている。私はすでにガス会社や水道会社の事例に言及した。
ミルはまた、特定の鉱物を有する唯一の土地など、土地にも自然独占が現れる可能性があると述べた。さらに、ミルは電気・水道供給、道路、鉄道、運河といったネットワーク産業を「実質的独占」と呼び、「政府は事業を公益のための合理的な条件に従わせるか、少なくとも独占の利益を公共のために得られるような権限を保持すべきである」とした。したがって、非政府事業者に対する法的禁止がしばしば提唱され、料金は市場に委ねられず政府によって規制され、利益が最大化され、その後社会に再投資される。
「自然独占」という用語の歴史的起源についてはMoscaを参照。

## 規制
自然独占によって地位を得た独占企業は、その市場支配力を乱用する行動に出る可能性がある。このような搾取が発生した場合、消費者から政府規制を求める声が上がることが多い。また、自然独占が支配する市場に参入しようとする企業からの要請により政府規制が導入されることもある。
規制を支持する一般的な理由には、企業の潜在的な乱用的または不公正な市場支配の制限、競争の促進、投資やシステム拡張の促進、市場安定化などがある。特に電力のような必需公益事業では、独占が拒否できない商品に対する囲い込み市場を生むため重要である。一般的に、規制は事業者が公共の利益に反する行動を取ると政府が判断した場合に行われる。一部の国では、この問題に対する初期の解決策として、公益事業の政府提供が行われた。規制なしに価格変更権限を持つ独占企業は社会に壊滅的な影響を与えることがある。例えばボリビアのコチャバンバ水紛争では、独占的な水供給企業がダム建設資金のために水道料金を大幅に引き上げ、多くの人が必需品である水を負担できなくなった。

### 国有化の歴史
第二次世界大戦後のヨーロッパでは国有化の波が起こり、各分野で国有企業が設立され、その多くは他国の公益事業契約入札にも参加している。しかしこのアプローチは独自の問題を引き起こすことがある。過去には一部の政府が国営公益事業を他の政府活動の資金源や外貨獲得手段として利用したことがある。その結果、資金調達を模索する政府は、規制や民間参加による商業的なサービス提供といった他の解決策を模索し始めた。
近年では、公益事業補助金と福祉改善の相関が観察されている。今日、世界中で公益事業が国営の水道、電気、ガス、通信、大量輸送、郵便サービスを提供している。

### 代替的規制と事例
自然独占に対する国有化以外の対応として、オープンソースライセンス技術や、利用者や労働者が独占企業を所有する協同組合による管理がある。例えばウェブのオープンソースアーキテクチャは、市場全体を単一企業が支配することなく大規模な成長を促進した。預託信託決済公社はアメリカの協同組合であり、証券業界全体の清算・決済の大部分を担い、市場支配力を乱用してコストを引き上げることを防いでいる。
近年では、協同組合とオープンソースを組み合わせた新たな代替案としてプラットフォーム協同組合が提案されており、例えばウーバーがドライバー所有の協同組合としてオープンソースソフトウェアを開発・共有する形態が考えられる。  
さらに、スペインのモンドラゴン協同組合企業のように多分野にわたり公共サービスを組合方式で運営する例も存在する。